# Choctaw I (schip, 1969)
De Choctaw I was een pijpenlegger en kraanschip van Santa Fe. Het werd in 1969 bij de Van der Giessen-de Noord gebouwd en kreeg naast de kraan van 750 shortton van IHC Gusto ook de beschikking over een pijpenleginstallatie. Het was de eerste halfafzinkbare pijpenlegger.
Het bestaat uit twee pontons van elk 121,9 m lang, 11,6 m breed en 6,1 m hoog met daarop tweemaal vier kolommen en daarop het werkdek. De totale breedte van het geheel is 32,31 m. Het halfafzinkbare ontwerp houdt in dat het schip zodanig geballast kan worden dat de pontons onder water liggen, wat het effect van deining en zeegang vermindert, terwijl de breedte voldoende stabiliteit moet genereren. Tijdens het varen wordt dan weer ontballast.
De eerste opdracht van de Choctaw was het leggen van een pijpleiding in voor Esso in Straat Bass waar het oktober 1969 arriveerde.
De breedte was beperkt omdat het nog het Panamakanaal moest kunnen passeren, maar dit had nadelige gevolgen voor de stabiliteit, zodat het als kraanschip weinig succesvol was. Als pijpenlegger was het concept wel succesvol, zodat er de nodige schepen op gebaseerd werden, zoals de Choctaw II, de Viking Piper, de Semac I en de Castoro Sei.
In 1981 werd begonnen met de ombouw naar boorschip die in 1983 voltooid werd, waarna het schip Santa Fe Rig 130 genoemd werd. In 1988 werd het verkocht aan Asia Voyage.